# Kavana
Kavana, dont le vrai nom est Anthony Kavanagh (né le 4 novembre 1977 à Moston, Manchester, Lancashire) est un chanteur et acteur britannique. Dans la seconde moitié des années 1990, il a eu quelques succès en Allemagne et au Royaume-Uni.

## Carrière
Il a sorti deux albums, Kavana (1997) et Instinct (1999), et s’est amusé dans plusieurs singles, dont I Can Make You Feel Good (son premier hit britannique Top 10, atteignant la 8e position), MFEO (une autre chanson à succès au n ° 8) et Will You Wait For Me?. D'autres chansons incluent Crazy Chance, Thank You et Special Kind of Quelque Chose. Il a résidé à Los Angeles, en Californie, pendant plusieurs années, où il est apparu dans les publicités de la série MTV Undressed, et a signé un contrat d’édition en tant qu’auteur-compositeur. En 2005, il est apparu dans le clip vidéo de Today de son ami Melanie Brown avant de revenir au Royaume-Uni.
En 2006, Kavana a joué un rôle récurrent dans plusieurs épisodes de Hollyoaks: In the City de E4. Il a également commencé à travailler avec Jools Holland en tant que musicien de session et chanteur. Il est apparu en tant que concurrent de Grease Is the Word en avril 2007 et a été mis en contact avec le «boot camp», où il a été jumelé avec Alison Crawford. Bien que Crawford ait été éliminé, Kavana s'est qualifié pour la finale de la compétition, où il a été déclaré finaliste le 9 juin 2007.
En 2008, il est apparu dans la production théâtrale The Extra Factor, une comédie musicale fictive basée sur The X Factor.
En 2011, il tourne avec G*Mania, un spectacle musical inspiré de la série télévisée Glee. La distribution a ensuite enregistré un single de Noël, une reprise de "Don't Stop Believin" de Journey. Kavana est apparu dans le clip vidéo de la chanson.
Il est apparu dans la série 2013 de la BBC samedi soir, dans l'émission de chant The Voice UK, où il n'a pas réussi à dépasser l'audition.
En décembre 2013, il a été annoncé que Kavana, Dane Bowers, Gareth Gates, Kenzie et Adam Rickitt se réuniraient pour former un super groupe appelé 5th Story pour la série 2 de The Big Reunion.
En janvier 2015, il a participé à la série télévisée Celebrity Big Brother de la Channel 5, où il s'est classé 7e. Plus tard cette année-là, il sort un nouveau single Deja Vu - son premier depuis de nombreuses années.

## Discographie

### Albums
- 1997: Kavana
- 1998: Instinct
- 2007: Special Kind of Something: The Best of Kavana (compilation)

### Singles
- 1996: Crazy Chance
- 1996: Where Are You Now
- 1996: I Can Make You Feel Good
- 1997: MFEO
- 1997: Crazy Chance ’97
- 1998: Special Kind of Something
- 1998: Funky Love
- 1999: Will You Wait for Me
- 2006: Nine Days

## Filmographie
- 1999: Undressed (TV série, en tant que Dr. Johnny)
- 2006: Hollyoaks: In the City (TV série, 3 épisodes, en tant que Will)
- 2008: Colocs.tv (TV série, en tant que Anthony)

Apparitions à la télévision que lui-même
- 1997: The Girlie Show (TV série, 1 épisode)
- 1997: Smash Hits Poll Winners Party 1997 (TV)
- 1997: Surprise Surprise! (TV série, 1 épisode)
- 1998: Melinda’s Big Night In (TV série, 1 épisode)
- 1998: Late Lunch (TV série, 1 épisode)
- 2007: Greased Lightnin (TV série, 1 épisode)
- 2007: Grease Is the Word (TV Show, 7 épisodes – candidat)
- 2007: This Morning (TV série, 1 épisode)
- 2007: Loose Women (TV série, 1 épisode)
- 2009: Sidaction 2009 (TV)